# Comité d’État des prix du Conseil des ministres de l’URSS
Le Comité d’État des prix du Conseil des ministres de l’URSS (en russe le Goskomtsen : Госкомцен ) est l'un des organismes gouvernementaux de l'URSS. Créé en 1958 il est liquidé en avril 1991.
Cet organisme gouvernemental réglemente tous les prix, des produits agricoles aux biens de consommation, et fixe les prix de toutes les importations et de certaines exportations.